# Свобода віросповідання
Свобода віросповідання — право сповідувати, практикувати будь-яку релігію або не сповідувати жодну з релігій. Свобода віросповідання закріплена в багатьох правових документах, міжнародних та національних, зокрема, у Конституції України.

## Вступ
Право на свободу світогляду і віросповідання є складовою системи конституційних прав і свобод людини. Воно класифікується як особистісне, немайнове право, спрямоване на конкретизацію свободи і вільний розвиток особи.
Свобода світогляду означає право мати власну позицію сприйняття світу, навколишнього середовища, сповідувати будь-яку релігію, або не сповідувати взагалі. Вільно, на власний розсуд виховувати своїх дітей і прищеплювати їм те світобачення, яке батьки вважають найкращим. Це право забезпечується охороною держави, оскільки ніхто немає права нав'язувати іншій людині свою точку зору, примушувати до певного світогляду і релігії.
В демократичній державі наявність таких прав і свобод є важливим компонентом, який забезпечує реалізацію правової політики саме при такому політичному режимі. Саме це право дозволяє громадянину обирати, а не підкорятись тому, що вже запроваджено або що визнається більшістю.

## Історія
Проблема релігії та панування релігійного світобачення починає формуватись ще в епоху Античності, де до будь-якої релігії ставились з повагою, всі релігійні організації були правомірними.
Проте з часу прийняття християнства поширюється релігійна нетерпимість, головним і панівним вважається лише християнство, інші релігійні організації зазнають жорстокої дискримінації.
Наступна епоха Відродження ставить чітку мету: відокремлення церкви від суспільного життя. Виникає такий міжнародний рух як Реформація, який вперше говорить про перевагу внутрішньої особистої віри над зовнішніми проявами релігійності. Лідерами цього періоду були Мартін Лютер, Ульріх Цвінглі, Жан Кальвін.
Після соціальних революцій в перших Деклараціях прав людини XVII ст. (англійська Декларація прав людини, французька Декларація прав людини і громадянина). закріплюється право на віросповідання, але нічого не сказано про те, що людина може взагалі не сповідувати жодної віри.
В період Нового часу проблема релігії і світогляду розглядається як частина правової політики. Саме в цей період розпочинається боротьба за рівні права і свободи кожного громадянина, і право на вільне сповідування будь-якої релігії стає невід'ємним компонентом демократичних прав і свобод. Також наголошується на тому, що людина має право взагалі не визнавати жодного виду релігії і бути атеїстом.
В Російській імперії, а також Україні, яка на той час входила до її складу, пріоритетність одних релігій над іншими, дискримінація певних релігійних організацій проіснувала аж до Лютневої революції 1917 р. Лише постановою Тимчасового уряду «Про свободу совісті» 14 червня 1917 р. були скасовані всі релігійні обмеження, вперше юридичне закріплення отримує право не сповідувати релігії взагалі. Проте деякі заборони все-таки існували, оскільки церква не була відокремлена від держави. Конституція УНР 1918 р. гарантує право людини на свободу віросповідання, але чітке закріплення цього права відбулось лише у незалежній Україні.

## Закріплення у міжнародному праві
Ст. 18 Загальної декларації прав людини говорить: «Кожна людина має право на свободу думки, совісті i релігії; це право включає свободу змінювати свою релігію або переконання i свободу сповідувати свою релігію або переконання як одноособово, так i разом з іншими, прилюдним або приватним порядком в ученні, богослужінні i виконанні релігійних та ритуальних обрядів».
Міжнародний пакт про громадянські та політичні права від 16 грудня 1966р, а саме стаття 18 цього документа підтверджує визнання права людини на віросповідання: «1. Кожна людина має право на свободу думки, совісті і релігії. Це право включає свободу мати чи приймати релігію або переконання на свій вибір і свободу сповідувати свою релігію та переконання як одноосібно, так і спільно з іншими, публічно чи приватно, у відправленні культу, виконанні релігійних і ритуальних обрядів та вчень.
2. Ніхто не повинен зазнавати примусу, що принижує його свободу мати чи приймати релігію або переконання на свій вибір.
3. Свобода сповідувати релігію або переконання підлягає лише обмеженням, які встановлено законом і які є необхідними для охорони суспільної безпеки, порядку, здоров'я і моралі, так само як і основних прав та свобод інших осіб».
У ст.9 Європейської Конвенції про захист прав людини і основоположних свобод від 4 листопада 1950 року наголошується: «Кожен має право на свободу думки, совісті та релігії; це право включає свободу змінювати свою релігію або переконання, а також свободу сповідувати свою релігію або переконання під час богослужіння, навчання, виконання та дотримання релігійної практики і ритуальних обрядів як одноособово, так і спільно з іншими, як прилюдно, так і приватно».

## Практика Європейського суду з прав людини
Яскравий приклад захисту права людини на віросповідання відображено у справі «Гасан і Чауш проти Болгарії». Суть справи полягає в суперечці за лідерство у мусульманській громаді Болгарії між її новим керівником п. Гасаном і його попередником — Недім Генджевом. Спочатку орган державної влади — Директорат з питань віросповідання — зареєстрував новий статут і нове керівництво, а пізніше примусово виселив головного муфія Гасана з робочого офісу. Після відмови прокуратури захищати його права, а влади — виконувати постанови Верховного суду, п. Гасан 22 січня 1996 р. звертається до Європейської комісії з прав людини з позовною заявою.
У рішенні, ухваленому у Страсбурзі 26 жовтня 2000 р., Європейський суд з прав людини одноголосно постановив, що були допущенні порушення ст.9, яка розглядалась у світлі ст.11, яка передбачає вільне функціонування релігійної громади без свавільного втручання держави. Також суд постановив, що п. Гасан не зміг реалізувати свого права на захист від втручання держави у внутрішню діяльність релігійної організації, що і спричинило порушення ст.13 Європейської конвенції з прав людини.
Таке рішення підтверджує той факт, що релігійне життя є незалежним від державного, органи державної влади не мають права самовільно втручатись у діяльність релігійних організацій. Також ця судова ухвала є наглядним прикладом того, що громадянин має право на захист від втручань держави у внутрішню діяльність релігійних організацій.
Також, аналізуючи рішення ЄСПЛ від 18 лютого 1999 р. у справі «Бускаріні та інші проти Сан-Марино», можна зробити висновок, що держава не може змушувати представників однієї релігії присягати на книзі релігійного змісту іншого віросповідання. Суд постановив, що така вимога є рівноцінною примусу до сповідування іншої релігії, що тягне за собою порушення ст.9 Конвенції.
У рішенні від 14 грудня 1999 р. щодо справи «Серіф проти Греції» ЄСПЛ наголошує на тому, що держава не має права забороняти громадянину виконувати роль проповідника того чи іншого віросповідання і одягатись відповідно до релігійних вимог.
У справі «Ерроусміт проти Сполученого Королівства» заявниця оскаржує рішення суду про визнання неправомірними діями роздавання прокламацій солдатам із закликом відмовлятись від служби в Північній Ірландії. Проте комісія Європейського Суду погодилась із діями держави, оскільки вони були вчинені з метою забезпечення національної безпеки.
Тобто, можна зробити висновок, що засудження війни — це світогляд людини, яка має на це повне право. Але заклики відмовитись від служіння в збройних силах держави несуть за собою загрозу безпеці цієї ж держави, тому вважаються забороненими.
У справі «Дарбі проти Швеції» 1990 р. Суд визнав порушення ст.9 Конвенції у зв'язку з тим, що заявника змушували сплачувати податок на користь лютеранської церкви, а це порушує його право на свободу віросповідання.

## Закріплення у національному законодавстві України
Зміст права на свободу світогляду і віросповідання визначається безпосередньо у ст. 35 Конституції України: «Кожен має право на свободу світогляду і віросповідання. Це право включає свободу сповідувати будь-яку релігію або не сповідувати ніякої, безперешкодно відправляти одноособово чи колективно релігійні культи і ритуальні обряди, вести релігійну діяльність».
Також у 1991 р. Верховною Радою України прийнято закон «Про свободу совісті та релігійних організацій». Ст.4 цього закону говорить, що всі громадяни України є рівними перед законом і мають рівні права в усіх галузях економічного, політичного, соціального і культурного життя незалежно від їх ставлення до релігії. В офіційних документах ставлення громадянина до релігії не вказується.
Ст.35 Конституції України говорить, що «церква і релігійні організації в Україні відокремлені від держави, а школа від церкви. Жодна релігія не може бути визнана державою як обов'язкова».
«Релігійні організації мають право засновувати і утримувати вільно доступні місця богослужінь або релігійних зібрань, а також місця, шановані в тій чи іншій релігії (місця паломництва)» — ст.21 ЗУ «Про свободу совісті та релігійних організацій»
Відповідно до ст.64, конституційні права, до яких входить право на свободу віросповідання, і свободи людини можуть бути обмежені із зазначенням строку дії цих обмежень в умовах воєнного або надзвичайного стану.

## Зміст права
Реалізовуючи своє право на свободу світогляду і віросповідання, громадяни мають право вільно сповідувати будь-яку релігію, або не сповідувати взагалі ніякої, обирати релігійну літературу, встановлювати і підтримувати міжнародні контакти, виїжджати за кордон для паломництва, брати участь у різних релігійних організаціях.
Визнання цього права надає людині захист від зазнання примусу щодо прийняття релігії або переконання на свій вибір. Можуть накладатись лише ті обмеження, які встановлені законом і які є необхідними для охорони суспільної безпеки і порядку.
Комісія ЄСПЛ визначила питання, які не захищаються ст.9 Конвенції. По-перше, держава може заборонити релігійній секті визначати свій статус у правовій структурі. По-друге, особа не може оскаржувати політику державної церкви, оскільки вона може вільно її залишити.
Також Європейський Суд з прав людини постановив, що держава повинна забезпечити можливість відлучення особи від церкви, а також не має права примушувати фінансувати будь-яку церкву.
Отже, на основі Конституції України 1996 р. свобода світогляду і віросповідання означає:
1. свободу вибору релігії або відмову від всякого віросповідання;
2. свободу проводити релігійні обряди;
3. свободу засновувати нові релігійні організації.
Законодавством встановлена кримінальна відповідальність за перешкоджання релігійній діяльності, яка не порушує права і свободи громадян, а також за організацію релігійної групи, яка несе загрозу життю і здоров'ю громадян.
Але, все ж таки, існують деякі обмеження відносно цього права. Для прикладу, релігійна організація може бути заборонена судом у випадках передбачених ст. 16 ЗУ «Про свободу совісті та релігійні організації»